# Millstadt (Illinois)
Millstadt – wieś w Stanach Zjednoczonych, w stanie Illinois, w hrabstwie St. Clair.